# سیرات
سیرات (به عربی: سیرات) یک شهرداری در الجزایر است که در ناحیه بوقیرات واقع شده‌است. سیرات ۷۱ کیلومتر مربع مساحت و ۲۱٬۶۷۷ نفر جمعیت دارد.